# 西沙利文 (密蘇里州)
西沙利文（英語：West Sullivan）是位於美國密蘇里州克勞福德縣的村。

## 人口
根據2020年美國人口普查的數據，西沙利文的面積為0.94平方千米，皆為陸地。當地共有人口285人，而人口密度為每平方千米303人。